# 奥瑟普诺耶布戈尔村
奥瑟普诺耶布戈尔村（俄语：Село Осыпной Бугор）是俄罗斯联邦阿斯特拉罕州普里沃尔日耶区所属的一个村。其下辖有1个居民点，行政中心为奥瑟普诺耶布戈尔。据2015年统计，该村的人口为3635人。